# Aartsbisdom Paraíba

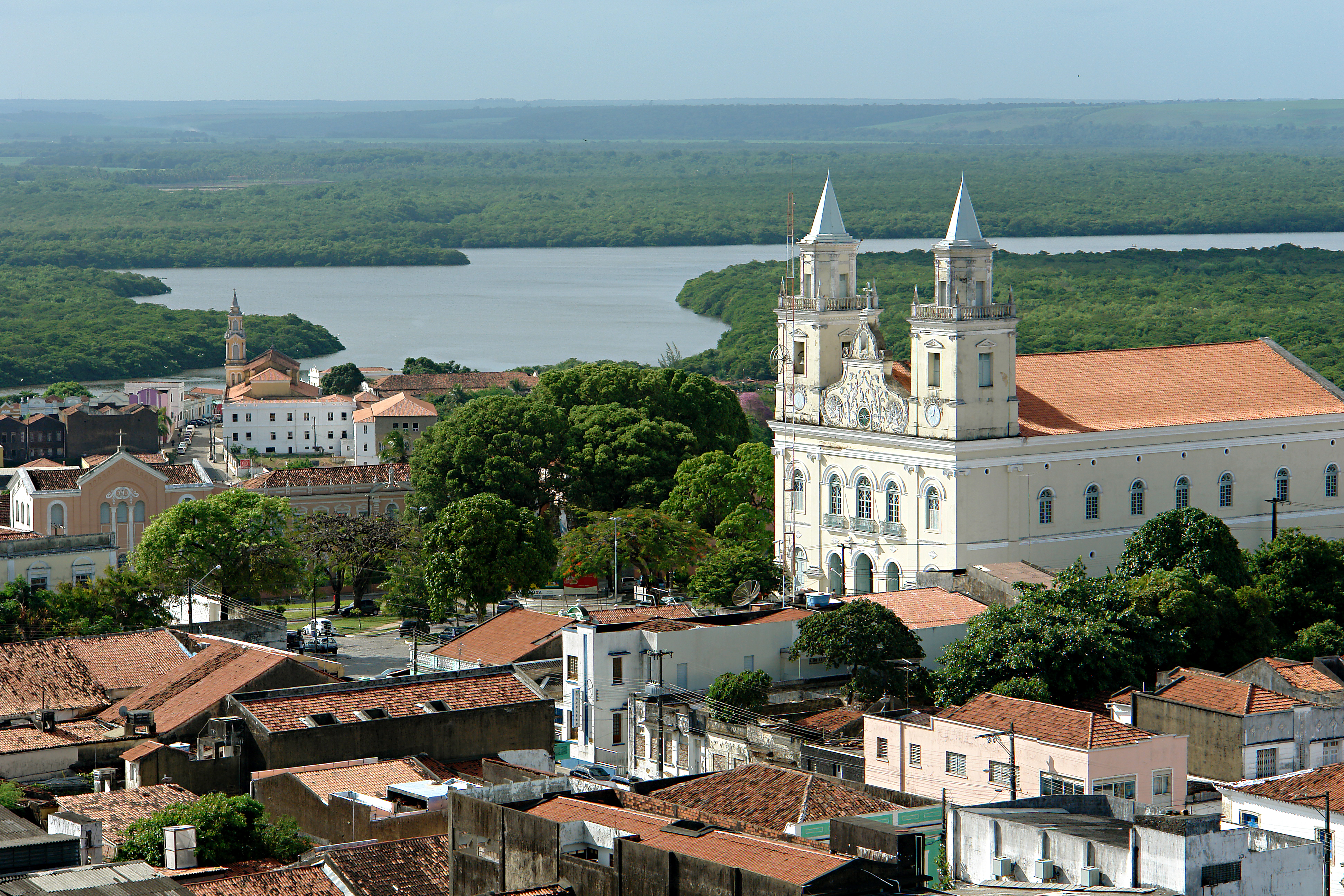
Kathedraal van Paraíba

Het aartsbisdom Paraíba (Latijn: Archidioecesis Parahybensis; Portugees: Arquidiocese de Paraíba) is een in Brazilië gelegen rooms-katholiek aartsbisdom met zetel in de stad João Pessoa in de staat Paraíba. De aartsbisschop van Paraíba is metropoliet van de kerkprovincie Paraíba waartoe ook de volgende suffragane bisdommen behoren:
- Bisdom Cajazeiras
- Bisdom Campina Grande
- Bisdom Guarabira
- Bisdom Patos

## Geschiedenis
Op 27 april 1892 richtte paus Leo XIII het bisdom Paraíba op, als afsplitsing van het bisdom Olinda. Op 29 december 1909 werd een deel van het bisdom afgestaan ten behoeve van de oprichting van het bisdom Natal. Op 5 december 1910 werd Paraíba suffragaan aan het aartsbisdom Olinda. 
Het bisdom Paraíba werd op 6 februari 1914 verheven tot aartsbisdom. Op dezelfde datum werd het bisdom Cajazeiras opgericht uit delen van Paraíba. Het bisdom Campina Grande werd op 14 mei 1949 afgesplitst. Hetzelfde gebeurde op 11 oktober 1980 met het bisdom Guarabira.

## Aartsbisschoppen van Paraíba
- 1894–1935: Adauctus Aurélio de Miranda Henriques,  (tot 1914 bisschop)
- 1935–1959: Moisés Ferreira Coelho
- 1959–1965: Mário de Miranda Villas-Boas
- 1965–1995: José Maria Pires
- 1995–2004: Marcelo Pinto Carvalheira OSB
- 2004-2016: Aldo de Cillo Pagotto SSS
- 2017-heden: Manoel Delson Pedreira da Cruz OFMCap